# Mirko Božić
Mirko Božić (Sinj, 21. rujna 1919. – Zagreb, 1. kolovoza 1995.) bio je hrvatski književnik. 

## Životopis
Studirao je pravo u Beogradu. Sudjelovao je NOP-u. Bio je ravnatelj Drame HNK u Zagrebu te profesionalni književnik i urednik časopisa Kulturni radnik, Literatura, Književnik i tjednika Telegram, a kasnije intendant zagrebačkog HNK i potpredsjednik Sabora. Najvažniji dio njegova opusa je romaneskna Trilogija o Kurlanima. Objavljivao je novele, scenarije za filmove, televizijske drame i serije, te radiodrame. Bio je član HAZU i SANU.

## Djela
Nepotpuna bibliografija:
- Most (1947.), drama
- Devet gomolja (1949.), drama
- Povlačenje (1949.), drama
- Skretnica (1950.), drama
- Novele (1953.)
- Pravednik (1961), drama
- Ljuljačka u tužnoj vrbi (1957.), drama
- Svilene papuče (1959), drama[2]
- Kurlani (1952.), roman (prvi dio Kurlanske trilogije)
- Neisplakani (1955.), roman (drugi dio Kurlanske trilogije)
- Colonnello (1975.), roman[3]
- Bomba (1976.), roman
- Čovik i po (1974)., televizijska serija
- Djevojka i hrast i druge priče (1975.)
- Tijela i duhovi (1981), roman (treći dio Kurlanske trilogije)
- Slavuji i šišmiši (1990.), roman

## Nagrade
- NIN-ova nagrada 1955. za roman Neisplakani
- Nagrada Ivan Goran Kovačić 1976. za roman Colonnello
- Nagrada Vladimir Nazor 1985. za životno djelo

## Spomen
- Spomen-poprsje Mirku Božiću, rad Ivana Sabolića, 2015. godine postavljeno je u prostoru Hrvatskoga narodnog kazališta u Zagrebu[4][5]

## Vanjske poveznice
- Božić, Mirko, Hrvatski biografski leksikon
- Sanda Lucija Udier, [neaktivna poveznica], Kolo 4/2004.